# مزعل بن جابر الكعبي
الشيخ مزعل بن جابر بن مرداو بن علي بن كاسب الكعبي ( - 1897 )، هو أمير عربستان الثاني في الأحواز، خلف والده جابر الكعبي في الحكم، وامتاز بنفوذ كبير وسطوة قوية، ترأس عموم عشائر الحويزة في الهندية. بعد مقتله تولى الشيخ خزعل الكعبي الحكم.

## سياسته وعهده
لقد مثلت مرحلة حكم الشيخ مزعل الكعبي فترة انتقالية في تاريخ الإمارة – من الاستقلال الذاتي الذي حصل عليه والده جابر الكعبي إلى الاستقلال التام الذي حققه أخوه الشيخ خزعل بعدئذٍ ، فقد تولى إمارة المحمّرة إثر وفاة أبيه ، وشهد عصره تغلغل النفوذ البريطاني في المنطقة وتقويته ، فاتجهت بريطانيا إلى «إمارة المحمّرة العربية لكي تتخذ منها قاعدة لمواجهة التقدم الروسي في فارس» فبذلت جهودها في إقناعه بأنها ليست لها أية أهداف عسكرية ، وأن مصالحها تعتمد على التطور السلمي للتجارة في المناطق الواقعة على شواطئ شط العرب ، وأن مشاريعها تهدف إلى تحسين طرق المواصلات في المنطقة ، ولكن المتتبع لمجريات الحوادث يلاحظ أن هدف التغلغل البريطاني كان من أجل تحقيق استثمارات في المناطق الغنية الواقعة على جانبي حوض نهر الكارون في إقليم الأحواز.

## سنوات حكمه ومقتله
دامت إمارة الشيخ مزعل الكعبي ستة عشر عاماً ، إلا أنه وفي الأول من محرم سنة 1315هـ – 1897 م. وحين كان ينزل إلى قصر الفيلية من قارب صغير بجانب القصر أطلق عليه النار ليخر صريعاً ومعه سبعة عشر رجلا ليتبوأ أخوه الشيخ خزعل الكعبي بعده الإمارة.